# Clasificación de Concacaf para la Copa Mundial de Fútbol de 2014 - Cuarta ronda
Resultados de la cuarta ronda de Concacaf de la Clasificación para la Copa Mundial de Fútbol de 2014.

## Formato
Participaron los dos primeros lugares de los tres grupos de la ronda anterior, donde jugaron un hexagonal como se había venido haciendo desde la clasificación a Francia 1998 para definir a los tres clasificados directos al mundial de Brasil 2014 y al equipo que enfrentaría al clasificado de Oceanía.
Los partidos se jugaron del 6 de febrero al 15 de octubre de 2013.

## Resultados
| Pos. | Equipo         | Pts. | PJ | G | E | P | GF | GC | Dif. | Clasificación            |     | USA | CRC | HON | MEX | PAN | JAM |
| ---- | -------------- | ---- | -- | - | - | - | -- | -- | ---- | ------------------------ | --- | --- | --- | --- | --- | --- | --- |
| 1    | Estados Unidos | 22   | 10 | 7 | 1 | 2 | 15 | 8  | +7   | Brasil 2014              |     | —   | 1–0 | 1–0 | 2–0 | 2–0 | 2–0 |
| 2    | Costa Rica     | 18   | 10 | 5 | 3 | 2 | 13 | 7  | +6   | Brasil 2014              |     | 3–1 | —   | 1–0 | 2–1 | 2–0 | 2–0 |
| 3    | Honduras       | 15   | 10 | 4 | 3 | 3 | 13 | 12 | +1   | Brasil 2014              |     | 2–1 | 1–0 | —   | 2–2 | 2–2 | 2–0 |
| 4    | México         | 11   | 10 | 2 | 5 | 3 | 7  | 9  | −2   | Repesca Intercontinental |     | 0–0 | 0–0 | 1–2 | —   | 2–1 | 0–0 |
| 5    | Panamá         | 8    | 10 | 1 | 5 | 4 | 10 | 14 | −4   |                          |     | 2–3 | 2–2 | 2–0 | 0–0 | —   | 0–0 |
| 6    | Jamaica        | 5    | 10 | 0 | 5 | 5 | 5  | 13 | −8   |                          | 1–2 | 1–1 | 2–2 | 0–1 | 1–1 | —   |     |

 Fuente: [cita requerida]

### Jornada 1
| 6 de febrero de 2013 | Honduras                     | 2:1 (1:1) | Estados Unidos | Estadio Olímpico Metropolitano, San Pedro Sula             |                                                            |
|                      | J. García 40' · Bengtson 79' | Reporte   | Dempsey 36'    | Asistencia: 32,000 espectadores Árbitro(s): Wálter Quesada | Asistencia: 32,000 espectadores Árbitro(s): Wálter Quesada |

| 6 de febrero de 2013 | Panamá                        | 2:2 (2:1) | Costa Rica             | Estadio Rommel Fernández, Ciudad de Panamá                   |                                                              |
|                      | Henríquez 15' · R. Torres 27' | Reporte   | Saborío 39' · Ruiz 84' | Asistencia: 25,000 espectadores Árbitro(s): Francisco Chacón | Asistencia: 25,000 espectadores Árbitro(s): Francisco Chacón |

| 6 de febrero de 2013 | México | 0:0     | Jamaica | Estadio Azteca, Ciudad de México                        |                                                         |
|                      |        | Reporte |         | Asistencia: 43,002 espectadores Árbitro(s): Mark Geiger | Asistencia: 43,002 espectadores Árbitro(s): Mark Geiger |

### Jornada 2
| 22 de marzo de 2013 | Honduras                  | 2:2 (0:1) | México            | Estadio Olímpico Metropolitano, San Pedro Sula                |                                                               |
|                     | Costly 77' · Bengtson 80' | Reporte   | Hernández 28' 54' | Asistencia: 38,500 espectadores Árbitro(s): Courtney Campbell | Asistencia: 38,500 espectadores Árbitro(s): Courtney Campbell |

| 22 de marzo de 2013 | Jamaica     | 1:1 (1:0) | Panamá        | Independence Park, Kingston  |                              |
|                     | Elliott 23' | Reporte   | Henríquez 66' | Árbitro(s): Héctor Rodríguez | Árbitro(s): Héctor Rodríguez |

| 22 de marzo de 2013 | Estados Unidos | 1:0 (1:0) | Costa Rica | Dick's Sporting Goods Park, Commerce City                |                                                          |
|                     | Dempsey 16'    | Reporte   |            | Asistencia: 19,374 espectadores Árbitro(s): Joel Aguilar | Asistencia: 19,374 espectadores Árbitro(s): Joel Aguilar |

### Jornada 3
| 26 de marzo de 2013 | Costa Rica            | 2:0 (1:0) | Jamaica | Nacional de Costa Rica, San José                              |                                                               |
|                     | Umaña 22' · Calvo 82' | Reporte   |         | Asistencia: 32,427 espectadores Árbitro(s): Enrico Wijngaarde | Asistencia: 32,427 espectadores Árbitro(s): Enrico Wijngaarde |

| 26 de marzo de 2013 | Panamá                | 2:0 (1:0) | Honduras | Estadio Rommel Fernández, Ciudad de Panamá               |                                                          |
|                     | Tejada 1' · Pérez 74' | Reporte   |          | Asistencia: 18,253 espectadores Árbitro(s): Jair Marrufo | Asistencia: 18,253 espectadores Árbitro(s): Jair Marrufo |

| 26 de marzo de 2013 | México | 0:0     | Estados Unidos | Estadio Azteca, Ciudad de México                         |                                                          |
|                     |        | Reporte |                | Asistencia: 85,500 espectadores Árbitro(s): Walter López | Asistencia: 85,500 espectadores Árbitro(s): Walter López |

### Jornada 6*[note 1]
| 4 de junio de 2013 | Jamaica | 0:1 (0:0) | México        | Independence Park, Kingston                              |                                                          |
|                    |         | Reporte   | De Nigris 48' | Asistencia: 16,483 espectadores Árbitro(s): Joel Aguilar | Asistencia: 16,483 espectadores Árbitro(s): Joel Aguilar |

### Jornada 4
| 7 de junio de 2013 | Jamaica      | 1:2 (0:1) | Estados Unidos             | Independence Park, Kingston                                         |                                                                     |
|                    | Beckford 89' | Reporte   | Altidore 30' · Evans 90+2' | Asistencia: 12,130 espectadores Árbitro(s): Roberto Moreno (Panamá) | Asistencia: 12,130 espectadores Árbitro(s): Roberto Moreno (Panamá) |

| 7 de junio de 2013 | Panamá | 0:0     | México | Estadio Rommel Fernández, Ciudad de Panamá                 |                                                            |
|                    |        | Reporte |        | Asistencia: 27,100 espectadores Árbitro(s): Wálter Quesada | Asistencia: 27,100 espectadores Árbitro(s): Wálter Quesada |

| 7 de junio de 2013 | Costa Rica | 1:0 (1:0) | Honduras | Nacional de Costa Rica, San José                         |                                                          |
|                    | Miller 25' | Reporte   |          | Asistencia: 35,000 espectadores Árbitro(s): Walter López | Asistencia: 35,000 espectadores Árbitro(s): Walter López |

### Jornada 5
| 11 de junio de 2013 | México | 0:0     | Costa Rica | Estadio Azteca, Ciudad de México                        |                                                         |
|                     |        | Reporte |            | Asistencia: 65,753 espectadores Árbitro(s): Mark Geiger | Asistencia: 65,753 espectadores Árbitro(s): Mark Geiger |

| 11 de junio de 2013 | Honduras                  | 2:0 (1:0) | Jamaica | Nacional Carías Andino, Tegucigalpa                         |                                                             |
|                     | O. García 10' · Rojas 88' | Reporte   |         | Asistencia: 29,000 espectadores Árbitro(s): Marco Rodríguez | Asistencia: 29,000 espectadores Árbitro(s): Marco Rodríguez |

| 11 de junio de 2013 | Estados Unidos                | 2:0 (1:0) | Panamá | CenturyLink Field, Seattle                                 |                                                            |
|                     | Altidore 36' · E. Johnson 53' | Reporte   |        | Asistencia: 40,847 espectadores Árbitro(s): Roberto García | Asistencia: 40,847 espectadores Árbitro(s): Roberto García |

### Jornada 6
| 18 de junio de 2013 | Estados Unidos | 1:0 (0:0) | Honduras | Rio Tinto Stadium, Sandy                                      |                                                               |
|                     | Altidore 73'   | Reporte   |          | Asistencia: 20,250 espectadores Árbitro(s): Enrico Wijngaarde | Asistencia: 20,250 espectadores Árbitro(s): Enrico Wijngaarde |

| 18 de junio de 2013 | Costa Rica            | 2:0 (0:0) | Panamá | Nacional de Costa Rica, San José                              |                                                               |
|                     | Ruiz 49' · Borges 52' | Reporte   |        | Asistencia: 35,000 espectadores Árbitro(s): Courtney Campbell | Asistencia: 35,000 espectadores Árbitro(s): Courtney Campbell |

### Jornada 7
| 6 de septiembre de 2013 | México     | 1:2 (1:0) | Honduras                  | Estadio Azteca, Ciudad de México                           |                                                            |
|                         | Peralta 6' | Reporte   | Bengtson 63' · Costly 66' | Asistencia: 73,981 espectadores Árbitro(s): Roberto Moreno | Asistencia: 73,981 espectadores Árbitro(s): Roberto Moreno |

| 6 de septiembre de 2013 | Costa Rica                           | 3:1 (2:1) | Estados Unidos     | Nacional de Costa Rica, San José                            |                                                             |
|                         | Acosta 2' · Borges 9' · Campbell 75' | Reporte   | Dempsey 43' (pen.) | Asistencia: 35,000 espectadores Árbitro(s): Marco Rodríguez | Asistencia: 35,000 espectadores Árbitro(s): Marco Rodríguez |

| 6 de septiembre de 2013 | Panamá | 0:0     | Jamaica | Estadio Rommel Fernández, Ciudad de Panamá               |                                                          |
|                         |        | Reporte |         | Asistencia: 20,000 espectadores Árbitro(s): Walter López | Asistencia: 20,000 espectadores Árbitro(s): Walter López |

### Jornada 8
| 10 de septiembre de 2013 | Jamaica        | 1:1 (0:0) | Costa Rica | Independence Park, Kingston                             |                                                         |
|                          | Anderson 90+2' | Reporte   | Brenes 74' | Asistencia: 6,100 espectadores Árbitro(s): Jair Marrufo | Asistencia: 6,100 espectadores Árbitro(s): Jair Marrufo |

| 10 de septiembre de 2013 | Estados Unidos               | 2:0 (0:0) | México | Columbus Crew Stadium, Columbus                               |                                                               |
|                          | E. Johnson 49' · Donovan 78' | Reporte   |        | Asistencia: 24,584 espectadores Árbitro(s): Courtney Campbell | Asistencia: 24,584 espectadores Árbitro(s): Courtney Campbell |

| 10 de septiembre de 2013 | Honduras                  | 2:2 (1:0) | Panamá                     | Nacional Carías Andino, Tegucigalpa                     |                                                         |
|                          | Costly 28' · Palacios 62' | Reporte   | G. Torres 50' · Chen 90+1' | Asistencia: 26,582 espectadores Árbitro(s): Mark Geiger | Asistencia: 26,582 espectadores Árbitro(s): Mark Geiger |

### Jornada 9
| 11 de octubre de 2013 | Honduras     | 1:0 (1:0) | Costa Rica | Estadio Olímpico Metropolitano, San Pedro Sula           |                                                          |
|                       | Bengtson 64' | Reporte   |            | Asistencia: 38,500 espectadores Árbitro(s): Jair Marrufo | Asistencia: 38,500 espectadores Árbitro(s): Jair Marrufo |

| 11 de octubre de 2013 | Estados Unidos          | 2:0 (0:0) | Jamaica | Sporting Park, Kansas City                                |                                                           |
|                       | Zusi 77' · Altidore 81' | Reporte   |         | Asistencia: 18,467 espectadores Árbitro(s): Elmer Bonilla | Asistencia: 18,467 espectadores Árbitro(s): Elmer Bonilla |

| 11 de octubre de 2013 | México                    | 2:1 (1:0) | Panamá     | Estadio Azteca, Ciudad de México                         |                                                          |
|                       | Peralta 39' · Jiménez 85' | Reporte   | Tejada 81' | Asistencia: 90,758 espectadores Árbitro(s): Joel Aguilar | Asistencia: 90,758 espectadores Árbitro(s): Joel Aguilar |

### Jornada 10
| 15 de octubre de 2013 | Costa Rica             | 2:1 (1:1) | México      | Nacional de Costa Rica, San José                         |                                                          |
|                       | Ruiz 24' · Saborío 63' | Reporte   | Peralta 28' | Asistencia: 35,000 espectadores Árbitro(s): Walter López | Asistencia: 35,000 espectadores Árbitro(s): Walter López |

| 15 de octubre de 2013 | Jamaica                              | 2:2 (1:2) | Honduras                 | Independence Park, Kingston                            |                                                        |
|                       | Claros 3' (a.g.) · Austin 59' (pen.) | Reporte   | Costly 2' · Figueroa 32' | Asistencia: 6,000 espectadores Árbitro(s): Mark Geiger | Asistencia: 6,000 espectadores Árbitro(s): Mark Geiger |

| 15 de octubre de 2013 | Panamá                     | 2:3 (1:0) | Estados Unidos                             | Estadio Rommel Fernández, Ciudad de Panamá                    |                                                               |
|                       | G. Torres 18' · Tejada 83' | Reporte   | Orozco 64' · Zusi 90+2' · Jóhannsson 90+3' | Asistencia: 18,254 espectadores Árbitro(s): Courtney Campbell | Asistencia: 18,254 espectadores Árbitro(s): Courtney Campbell |